# Marcelle Bühler
Nelly Marcelle Bühler (* 6. August 1913 in Henau, Kanton St. Gallen; † 24. Juni 2002 in Dijon, Frankreich als Marcelle Reinhart) war eine Schweizer Skirennfahrerin. 

## Karriere
Zusammen mit Erna Steuri war sie die erste Schweizer Abfahrtsläuferin bei den Olympischen Winterspielen 1936. Bühler nahm an den Abfahrtsläufen bei den Olympischen Winterspielen 1936 auf der Kandahar-Abfahrt teil. Sie erreichte den zehnten Rang.
An den Alpinen Skiweltmeisterschaften 1936 in Innsbruck wurde sie in der Abfahrt und im Slalom jeweils 9., an der Kombination 8., an den Schweizer Skimeisterschaften 1936 holte sie Bronze in der Kombination und wurde an der Abfahrt 5. und im Slalom 4.

## Familie
Sie stammt aus der Familie Bühler und ist die Tochter von Kantonsrat Adolf Bühler und die Schwester von Nationalrat René Bühler (beide FDP).
Sie heiratete 1939 Peter Reinhart und bekam mit ihm die Kinder Charlotte, George und Andreas. Marcelle Reinhart-Bühler wurde 1986 Ehrenmitglied des Kunstvereins Winterthur.